# Dreamland (serie de televisión)
Dreamland (conocida como anteriormente Dreamland School) es una serie de televisión de género musical, producida por Mediaset España y creada por el productor Frank Ariza. Fue estrenada el 28 de marzo de 2014 en Cuatro y finalizó el 14 de mayo de 2014. Fue un fracaso en términos de audiencia siendo al late night los últimos capítulos.

## Argumento
La serie nos muestra la vida de Jacobo, Hugo, Ángela, Rosa y Moisés, artistas seleccionados para ingresar en "Dreamland", una escuela en la que perfeccionar su destacado talento. Todos cantan, bailan, componen e interpretan canciones, y en "Dreamland" contarán con una gran formación, para enseñar lo mejor de cada uno de ellos.

## Reparto
- Christian Sánchez es Moisés
- María Hinojosa es Rosa
- Lili Hergueta es Ángela
- Javier Taboada es Hugo
- Javier Luna es Javi
- Marta Larrañaga es Belén
- Bastian Iglesias es Alan
- Alexandra Masangkay es Ale
- Johnny Pacman es Johnny
- Lis Ureña es Lis
- Gerard Martí es Jacobo
- Hugo Rosales es Jota
- Lula Guedes es Ana
- Susana Becquer es Sofía
- Chus Herránz es Clara
- Javier Páez es Mario
- Jaime Zatarain es Eloy
- Claudio Villarrubia es Claudio
- Leo Rico es Rafael
- Natalia Millán es Daniella
- Luis Mottola es Frank, un importante productor musical
- Daniel Avilés es Dani
- Javier Tudela
- Edu Morlans es Jorge

## Cameos
- Malú
- Alejandro Sanz
- Anastacia
- Shakira
- James Arthur
- Ricky Martin
- Pablo Alborán
- Abraham Mateo
- Nya de la Rubia
- Marta Torné
- Mar Saura
- David DeMaría
- Crítika & Saík
- Ondina Maldonado

## Episodios y audiencias
| Temp. | Temp. | Capítulos | Estreno             | Final              | Audiencia media | Audiencia media | Audiencia media |
| Temp. | Temp. | Capítulos | Estreno             | Final              | Espectadores    | Cuota           |                 |
| ----- | ----- | --------- | ------------------- | ------------------ | --------------- | --------------- | --------------- |
|       | 1     | 8         | 28 de marzo de 2014 | 14 de mayo de 2014 | 336 000         | 3,6%            |                 |

### Temporada 1 (2014)
| N.º (serie) | N.º (temp.) | Título                    | Fecha de emisión    | Audiencia      |
| ----------- | ----------- | ------------------------- | ------------------- | -------------- |
| 1           | 1           | «Confianza»               | 28 de marzo de 2014 | 873 000 (4,6%) |
| 2           | 1           | «Sinceridad»              | 4 de abril de 2014  | 455 000 (2,7%) |
| 3           | 1           | «La unión hace la fuerza» | 10 de abril de 2014 | 299 000 (4,4%) |
| 4           | 1           | «Compañerismo»            | 17 de abril de 2014 | 257 000 (3,2%) |
| 5           | 1           | «Rivalidad»               | 24 de abril de 2014 | 195 000 (4,8%) |
| 6           | 1           | «Conciencia»              | 1 de mayo de 2014   | 129 000 (2,6%) |
| 7           | 1           | «Honestidad»              | 7 de mayo de 2014   | 240 000 (2,8%) |
| 8           | 1           | «Amistad»                 | 14 de mayo de 2014  | 113 000 (3,2%) |

### Derivados de la serie
| N.º (serie) | N.º (temp.) | Título                    | Fecha de emisión    | Audiencia      |
| ----------- | ----------- | ------------------------- | ------------------- | -------------- |
| 1           | 1           | «Una historia real (I)»   | 28 de marzo de 2014 | 399 000 (2,9%) |
| 2           | 1           | «Una historia real (II)»  | 10 de abril de 2014 | 123 000 (4,0%) |
| 3           | 1           | «Una historia real (III)» | 17 de abril de 2014 | 91 000 (1,9%)  |
| 4           | 1           | «Una historia real (IV)»  | 24 de abril de 2014 | 90 000 (4,8%)  |
| 5           | 1           | «Una historia real (V)»   | 1 de mayo de 2014   | 88 000 (3,8%)  |
| 6           | 1           | «Una historia real (VI)»  | 7 de mayo de 2014   | 67 000 (1,5%)  |